# Symphytognatha goodnightorum
Symphytognatha goodnightorum är en spindelart som beskrevs av Forster och Norman I. Platnick 1977. Symphytognatha goodnightorum ingår i släktet Symphytognatha och familjen Symphytognathidae.
Artens utbredningsområde är Belize. Inga underarter finns listade i Catalogue of Life.